# قشلاق قره‌داغلو (کلیبر)
قشلاق قره‌داغلو یکی از روستاهای استان آذربایجان شرقی است که در دهستان قشلاق بخش آبش‌احمد شهرستان کلیبر واقع شده‌است.  
بر اساس آمار رسمی ۱۳۸۵  ۸۵ این روستا قره داغلو با ۸۲ خانوار و ۲۳۲ نفر مرد و ۲۲۳ نفر زن که ۲۴۶ نفر از آنان باسواد هستند.